# Sutysky
Sutysky (ukr. Сутиски, pol. Sutyska) – osiedle typu miejskiego na Ukrainie, w rejonie winnickim obwodu winnickiego, na wschodnim Podolu, w pobliżu Winnicy.

## Historia
W czasach I Rzeczypospolitej Sutyska leżała w województwie bracławskim w prowincji małopolskiej Korony Królestwa Polskiego. Odpadła od Polski w wyniku II rozbioru. 
W 1989 liczyło 6863 mieszkańców, a w 2013 – 6151 mieszkańców.